# 스티커

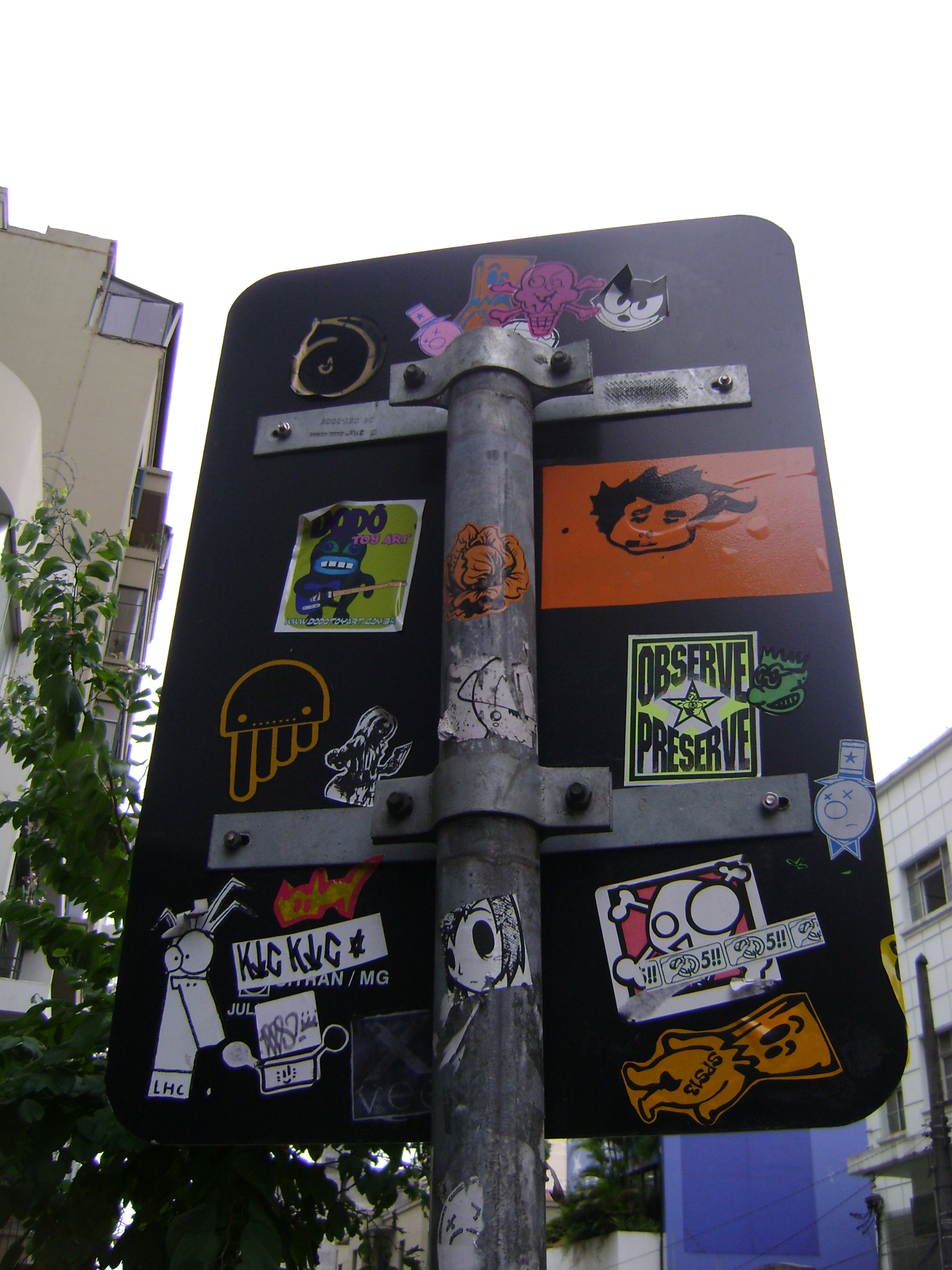
스티커로 인해 훼손된 브라질 상파울루의 표지판.

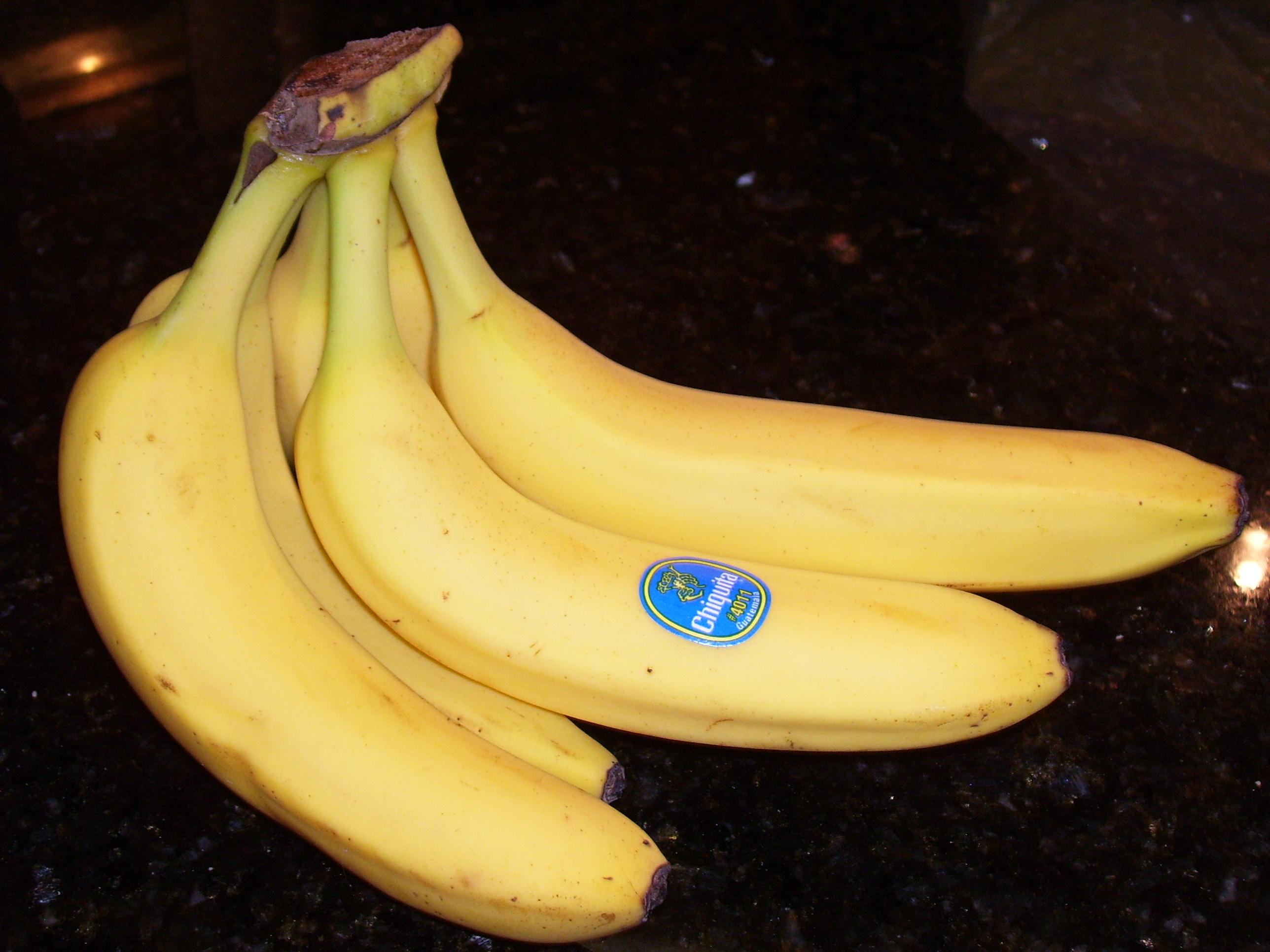
과일에 부착된 스티커.

스티커(영어: sticker)는 레이블의 일종으로, 한쪽 면이 감압 접착제가 추가된 인쇄된 종이, 플라스틱, 기타 물질로 된 조각이다. 상황에 따라 무언가를 꾸민다든지 기능적 목적을 위해 사용할 수 있다.
스티커의 모양과 크기, 색, 디자인은 다양할 수 있다. 런치박스, 종이, 라커, 공책, 벽, 자동차, 창문 등의 물건에 부착할 수도 있다. 임시 이름표 또한 스티커의 일종이다.
일부 사람들은 스티커를 수집하거나 다른 수집가들과 거래하기도 한다. 이렇게 스티커는 생활에서 많이 사용된다.

## 같이 보기
- 이름표
- 명패